# الحرف (الرياسي)

تعديل مصدري - تعديل

الحرف محلة تابعة لقرية الرياسي، التابعة لعزلة حقين بمديرية حزم العدين إحدى مديريات محافظة إب في الجمهورية اليمنية، بلغ تعداد سكانها 29 حسب تعداد اليمن لعام 2004.